# La Barre-y-va
La Barre-y-va est un roman policier de Maurice Leblanc, paru d’abord en 39 feuilletons dans Le Journal, entre le 8 août et le 15 septembre 1930 puis, pour la première fois, en un volume in-12, chez Laffite, en 1931.
Le roman met en scène Arsène Lupin, personnage principal, et le brigadier Théodore Béchoux, déjà rencontré dans les précédents romans L'Agence Barnett et Cie et La Demeure mystérieuse. Béchoux a le rôle de comparse stupide et de faire-valoir d'Arsène Lupin.

## Résumé
L'action du roman a lieu à une période indéterminée. Par commodité de lecture, sachant qu'Arsène Lupin a pour identité officielle celle de Raoul d’Avenac, le gentleman-cambrioleur détective sera appelé Raoul d’Avenac dans le résumé ci-dessous.

### Chapitres 1 à 3
Rentrant tard du théâtre un soir du mois d'août, le vicomte Raoul d’Avenac, alias Arsène Lupin, découvre son appartement éclairé. Il y rencontre une jolie jeune femme qui l'attend, Catherine Montessieux. La jeune femme semble effrayée par divers évènements qui se sont produits récemment. Ayant entendu parler de Raoul d’Avenac, elle a pensé que celui-ci pourrait l'aider et s'est introduite chez lui. Alors que Raoul d’Avenac a commencé à lui poser quelques questions, le brigadier Théodore Béchoux, une vieille connaissance du cambrioleur, téléphone à son ami depuis la région normande où il est en convalescence à 30 km du Havre, près de Tancarville, à Radicatel, afin de lui demander de l’aide dans une affaire compliquée de meurtre suivi d'une disparition inquiétante. D'Avenac apprend par Catherine qu'elle connaît Béchoux et qu'elle vient directement de Radicatel. Il rassure la jeune femme et lui promet de la protéger : ils quittent immédiatement Paris et vont en automobile au domaine de La Barre-y-va.
Dès le lendemain matin, Béchoux vient voir Raoul d’Avenac dans sa chambre pour lui expliquer l'affaire. Le manoir de La Barre-y-va (allusion au phénomène régional de mascaret appelé localement barre), situé près de la rivière l’Aurelle, est maintenant la propriété de Bertrande et Catherine Montessieux, deux sœurs qui furent élevées par leur grand-père, Michel Montessieux, industriel installé à Paris et qui ne passait à la Barre-y-va que deux fois par an, en mars et en septembre. L'homme, passionné de sciences occultes et d’alchimie, est mort subitement il y a près de deux ans. Après une période de deuil, les deux sœurs sont revenues au domaine familial qui avait depuis été abandonné, pour y passer l’été. D'Avenac apprend aussi que le coup de téléphone de Béchoux de la veille au soir était dû à la mort suspecte de M. Guercin, l'époux de Bertrande Montessieux, l'avant-veille. Alors qu'il tentait d'entrer dans le vieux pigeonnier, Guercin avait été tué à bout portant d'un coup de revolver. Si l'arme a été retrouvée, en revanche le meurtrier a mystérieusement disparu. Il semble s'agit d'un mystère en chambre close. Or Béchoux, qui avait été invité en voisin par la famille, avait assisté à la mort de M. Guercin. Par ailleurs, Catherine Montessieux était tombée amoureuse de Pierre de Basmes, mais la famille du jeune homme refusait une mésalliance. Béchoux informe d'Avenac de la disparition de Catherine (suicide ? meurtre ?), mais d'Avenac le rassure sur ce point : Catherine est dans son lit.

### Chapitres 4 à 7
Au cours de son enquête, D'Avenac rencontre une vieille femme à moitié folle, la mère Vauchel. Elle lui annonce que Catherine court un grave danger. La mère Vauchel lui parle aussi des « trois chaules ». D'Avenac apprend par Catherine un évènement étrange. La jeune femme se souvenait de l'emplacement de trois saules (les « trois chaules ») près desquels elle jouait étant enfant. Or ces saules ne se trouvent plus au même endroit aujourd'hui. Catherine affirme que quelqu'un les a déplacés ! Elle n'exclut pas non plus qu'elle puisse se tromper, mais elle est sûre d'elle même.
La maison, en dehors des deux sœurs Montessieux, de Béchoux, de D'Avenac, comprend aussi un domestique, Arnold, et une cuisinière, Charlotte. D'Avenac se rend compte que Béchoux est tombé amoureux de Charlotte et qu'il a entrepris de la courtiser.
On apprend alors la mort mystérieuse de la mère Vauchel qui aurait glissé malencontreusement d'une échelle. le lendemain, Catherine essuie une tentative de meurtre (une balle est tirée dans sa direction et la loupe de peu).
D'Avenac se renseigne à Lillebonne auprès du notaire de la famille pour connaître les dispositions testamentaires du vieux Montessieux. Maître Bernard lui explique que Montessieux n'a laissé aucun testament, et qu'il était un peu excentrique. Il se prenait pour un alchimiste et lui avait remis de la poudre d'or. Fameron, le clerc de notaire de maître Bernard, a quitté l'étude récemment. D'Avenac retrouve sa trace et apprend que l'homme a été payé 20.000 francs pour rajouter un document dans le classeur de maître Bernard concernant la famille Montessieux.

### Chapitres 8 à 16
Montessieux avait divisé le domaine en deux parties inégales, séparées par une ligne séparative dont l'un des bouts est le saule central des « trois saules ». D'Avenac comprend que si l'hypothèse du déplacement des trois saules est exacte, alors les superficies des parcelles sont modifiées. En l'occurrence, le déplacement des trois saules porte préjudice à Catherine, dont l'héritage est réduit. Du coup, la parcelle de Bertrande est agrandie. Guercin, le mari de Bertrande, est-il à l'origine du déplacement des trois saules ?

## Le tandem Lupin-Béchoux
Dans cette aventure, Arsène Lupin est accompagné par son ami, le brigadier de police Théodore Béchoux. Celui-ci fait néanmoins office de souffre-douleur pour le gentleman-cambrioleur, qui apparaît dans ce roman amer et aigri. C'est ainsi que fréquemment, Lupin use de mépris teinté de méchanceté envers son ami.

## Régionalismes
L’action se situant pour l'essentiel en Normandie, Maurice Leblanc utilise quelques mots et noms propres régionaux. Tout d'abord, le titre du roman La Barre-y-va est une référence directe à la chapelle de Barre-y-Va à Caudebec-en-Caux, jadis Barival, altérée par allusion au mascaret appelé la barre régionalement. D'ailleurs l'auteur précise bien qu'il s'agit d'une homonymie avec le nom de la chapelle située à Caudebec. Ensuite il utilise directement le mot barre pour signifier le mascaret. Il fait aussi référence aux hydronymes régionaux en Bec- (ou -bec, du vieux norrois bekkr « ruisseau ») puisque l'Aurelle qui coule dans la propriété de la Barre-y-va s'appelait autrefois le Bec-Salé. Enfin, la mère Vauchel, la vieille dame qui n'a plus toute sa tête (on remarque aussi au passage l'utilisation d'un patronyme normand, récurrente chez Leblanc) parle des « trois chaules » dans son délire jugé incompréhensible. Leblanc fait dire ensuite dans la bouche de Raoul d'Avenac qu'il s'agit des trois saules, avec le mot saule tels qu'on le prononce localement. C'est exact et il s'agit d'un particularisme phonétique appelé chuintement normanno-picard (ex : plache « place », cacher « chasser », chise « cerise », etc.).

## Publication
Prépublication sous forme de feuilleton
- Paris, Le Journal, du 8 août au 15 septembre 1930

Éditions
- Paris, Éditions Pierre Lafitte, 1931édition originale
- Paris, Éditions Pierre Lafitte, coll. « Le Point d'interrogation » (no 2), 1932 (BNF 32359250)
- Paris, Hachette, coll. « Bibliothèque verte » (1re série), 1931
- Paris, Le Livre de Poche, (no 2272), 1967  (ISBN 978-2-253-00700-5)
- Paris, Hachette Jeunesse, coll. « Poche rouge », 1974  (ISBN 2-01-001156-2)
- Paris, Hachette Jeunesse, coll. « Bibliothèque verte » (5e série) (no 562), illustrations de Matthieu Blanchin, 1993  (ISBN 978-2-01-019543-3)